# Лесково (деревня, Московская область)
Леско́во — деревня в муниципальном округе Егорьевск Московской области России.

## География
Деревня Лесково расположена в северо-восточной части муниципального округа Егорьевск, в 16 километрах к северо-востоку от города Егорьевск. В 2 километрах к северу от деревни протекает река Поля. Высота над уровнем моря 140 метров.

## История
До отмены крепостного права жители деревни относились к разряду государственных крестьян. В 1855 году крестьяне выкупили у государства землю. После 1861 года деревня вошла в состав Поминовской волости Егорьевского уезда. Приход находился в селе Знаменское.
В 1926 году деревня входила в Лесковский сельсовет Поминовской волости Егорьевского уезда.
До 1994 года Лесково входило в состав Саввинского сельсовета Егорьевского района, а в 1994—2006 годы — Саввинского сельского округа.
Входила в состав сельского поселения Саввинское.

## Демография
В 1885 году в деревне проживало 299 человек, в 1905 году — 338 человек (180 мужчин, 158 женщин), в 1926 году — 426 человек (198 мужчин, 228 женщин). По переписи 2002 года — 53 человека (23 мужчины, 30 женщин). Население — 47 чел. (2010).
| 1859 | 1868 | 1885 | 1905 | 1926 | 2002 | 2006 |
| ---- | ---- | ---- | ---- | ---- | ---- | ---- |
| 282  | ↘237 | ↗299 | ↗338 | ↗426 | ↘53  | ↘42  |
| 2010 |      |      |      |      |      |      |
| ↗47  |      |      |      |      |      |      |